# Horace Lucian Arnold
Horace Lucian Arnold, né le 25 juin 1837 et mort le 25 janvier 1915 est un ingénieur américain, inventeur, journaliste d'ingénierie et écrivain américain sur la gestion, qui a écrit sur la gestion d'atelier, la comptabilité analytique et d'autres techniques de gestion spécifiques. Il a écrit également sous les noms de Hugh Dolnar, John Randol, et Henry Roland.

## Biographie
Né dans la ville de New York, il passe son enfance à Lafayette dans l'état du Wisconsin.
Il commence sa carrière dans un atelier d'usinage. Pendant 10 ans, il est compagnon de machiniste dans des ateliers de moteurs et il est notamment superintendant à l’Ottawa Machine Shop and Foundry, contremaître d'un département de la E. W. Bliss Company (en), superintendant à la Stiles & Parker Press Company de Norman C. Stiles (en) et il est le designer pour la Pratt & Whitney Measurement Systems (en) à Hartford dans le Connecticut,.
À cette époque, Arnold commence à inventer de nouveaux outils et c'est en 1858 qu'il brevète sa première invention, une scie à marbre,.
En 10 ans, Arnold déménage à plusieurs reprises dans différents endroits aux États-Unis pour y travailler, notamment à Ottawa, à Grand Rapids, à Middletown et à Brooklyn, où il va par ailleurs rester. Il continue pendant ce temps ses recherches et invente une gamme de produits allant des 
« coupeurs de métal aux flûtes à bec, en passant par les reliures, les machines à coudre et à couvrir les livres, les mélangeurs, les serrures à lettres ..., les compteurs d'eau à piston et les moteurs à eau, les machines à tricoter, les machines "explosives" et internes. les moteurs à combustion et les générateurs à combustion, et les embrayages ».

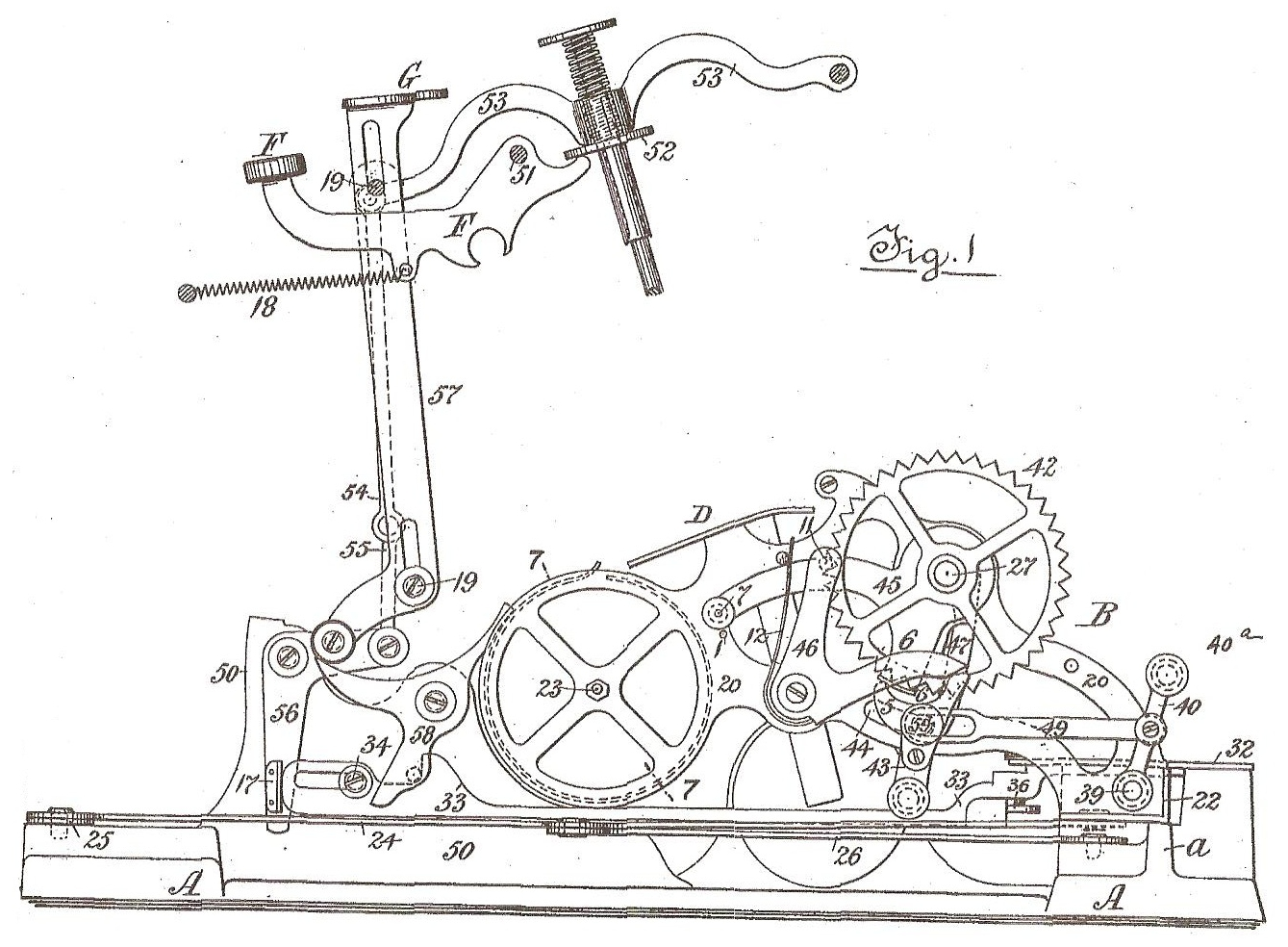
Machine à écrire de Arnold, 1896.

Vers la fin des années 1880, il décide de créer son entreprise de machines à écrire. Vers 1890, il commence une carrière journalistique technique dans des revues Engineering Magazine, Automobile Trade Journal et American Machinist. Il rédige ses articles sous différents noms tels que Henry Roland et Hugh Dolnar. Arnold écrit aussi des livres, qui seront pour certains publiés dans ces revues.
Sa vie se termine à Détroit, le 25 janvier 1915, alors qu'il est âgé de 77 ans, en raison d'une pneumonie,.

## Travaux

### Engineering Magazine, 1895-1914
Dans les années 1890, Arnold écrit sur des sujets technologiques pour l'Engineering Magazine et il est notamment l'un des premiers auteurs des techniques de gestion, telles que les systèmes de salaire, le contrôle de la production et le contrôle des stocks[réf. nécessaire].
En 1898, H.M. Norris commente « Les nombreuses et précieuses contributions de M. Henry Roland [Horace L. Arnold] sur ce sujet dans The Engineering Magazine offrent une occasion rare d'étudier la pratique suivie par de nombreuses entreprises de premier plan et présentent beaucoup d'intérêt pour tous ceux qui sont liés à la gestion d'atelier. Sa description incisive des difficultés probables à surmonter dans la réorganisation d'une entreprise ancienne et bien établie touchera le cœur de nombreux dirigeants. Si les propriétaires pouvaient être amenés à mieux comprendre ce que signifie pour eux une organisation forte, le travail du gérant en serait grandement simplifié. ».
Il est considéré comme l'un des auteurs significatifs de la discipline au XIXe siècle avec Henry R. Towne, Henry Metcalfe, John Tregoning et Slater Lewis; et notamment parmi les auteurs du début du XXe siècle comme Frederick Winslow Taylor, C.E. Knoeppel, Harrington Emerson, Clinton Edgar Woods, Charles U. Carpenter, Alexander Hamilton Church et Henry Gantt.

### Modern Machine-Shop Economics,1896
En 1896, Arnold écrit une série d’articles pour l’Engineering Magazine concernant les ateliers d’usinage. Son travail aborde la technologie de production, les méthodes de production et l’aménagement des usines, les études de temps, la planification de la production et la gestion de l’atelier d’usinage. Certaines des entreprises concernées existent encore.

Modern Machine-Shop Economics, 1896
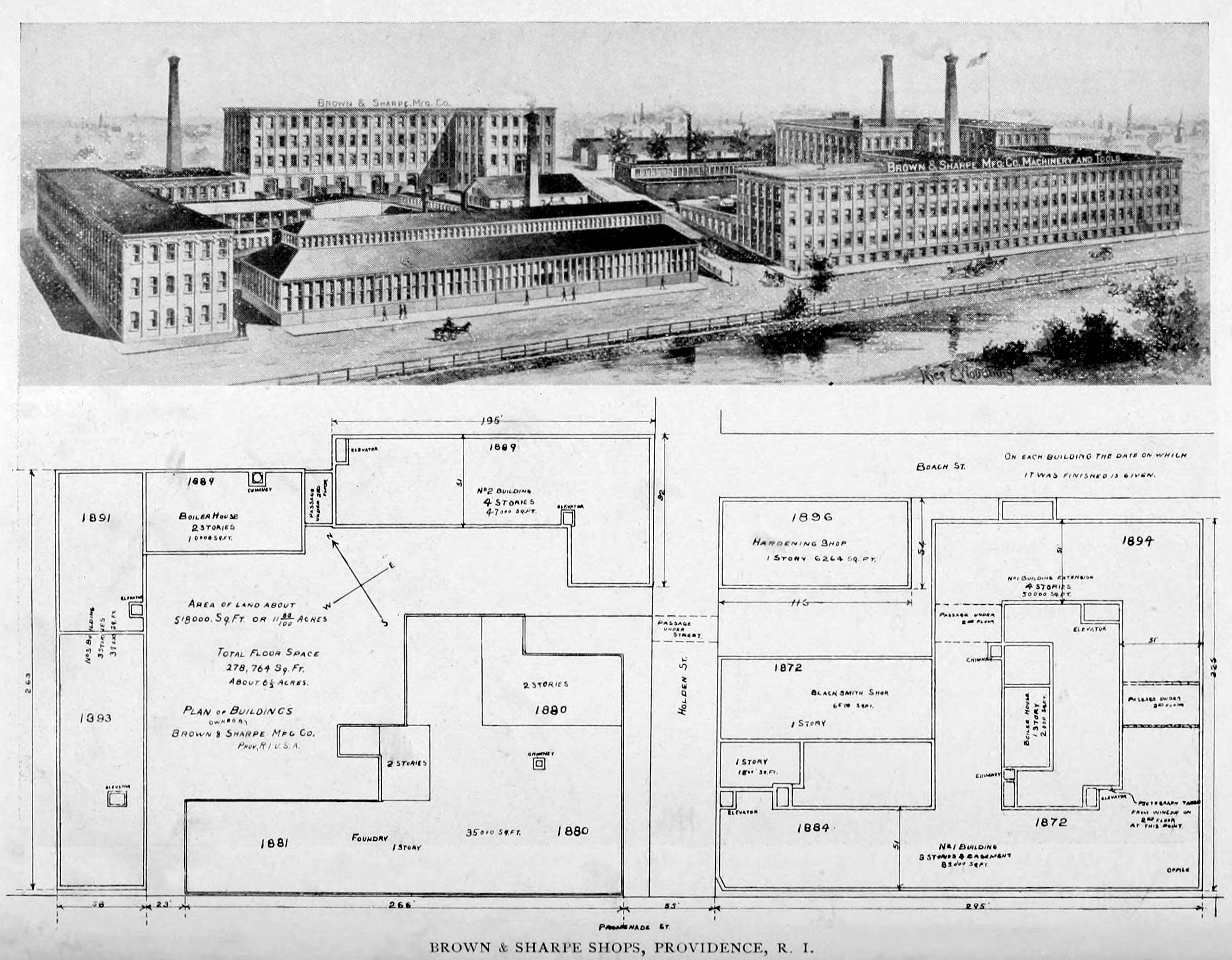
Usine de l'industrie Brown & Sharpe en 1896.
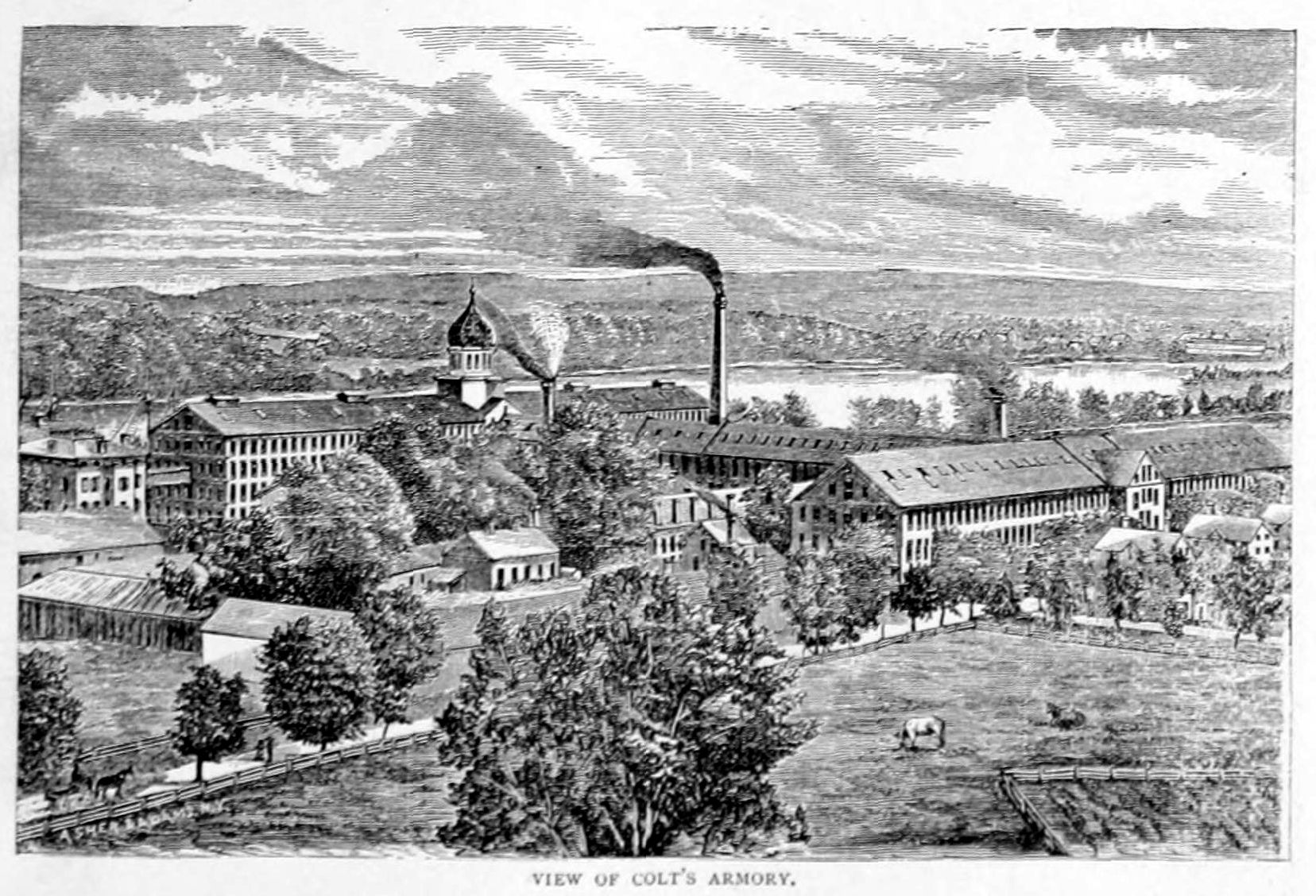
Usine de l'entreprise Colt's Manufacturing Company en 1896.
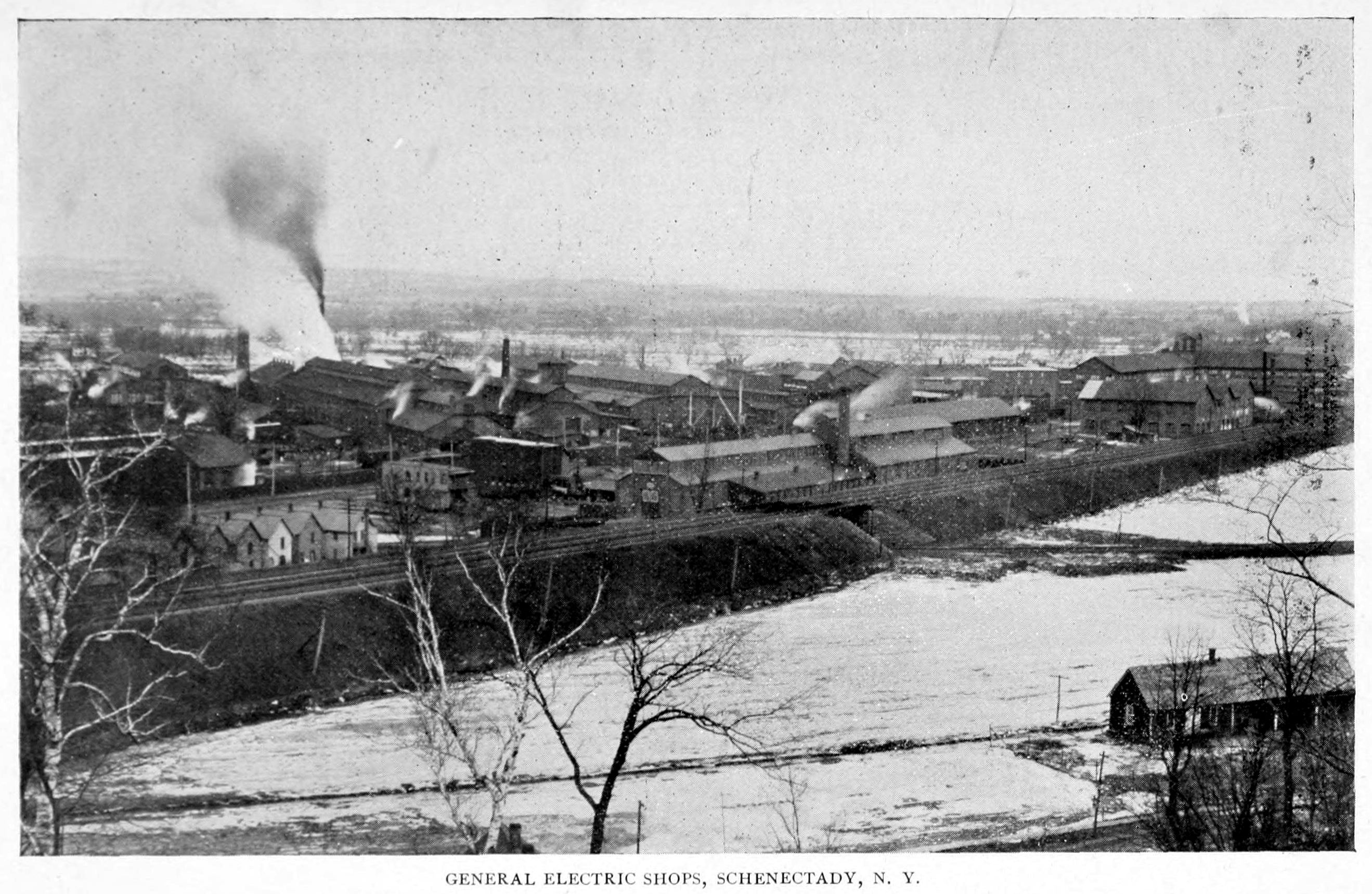
Usine du conglomérat General Electric en 1896.
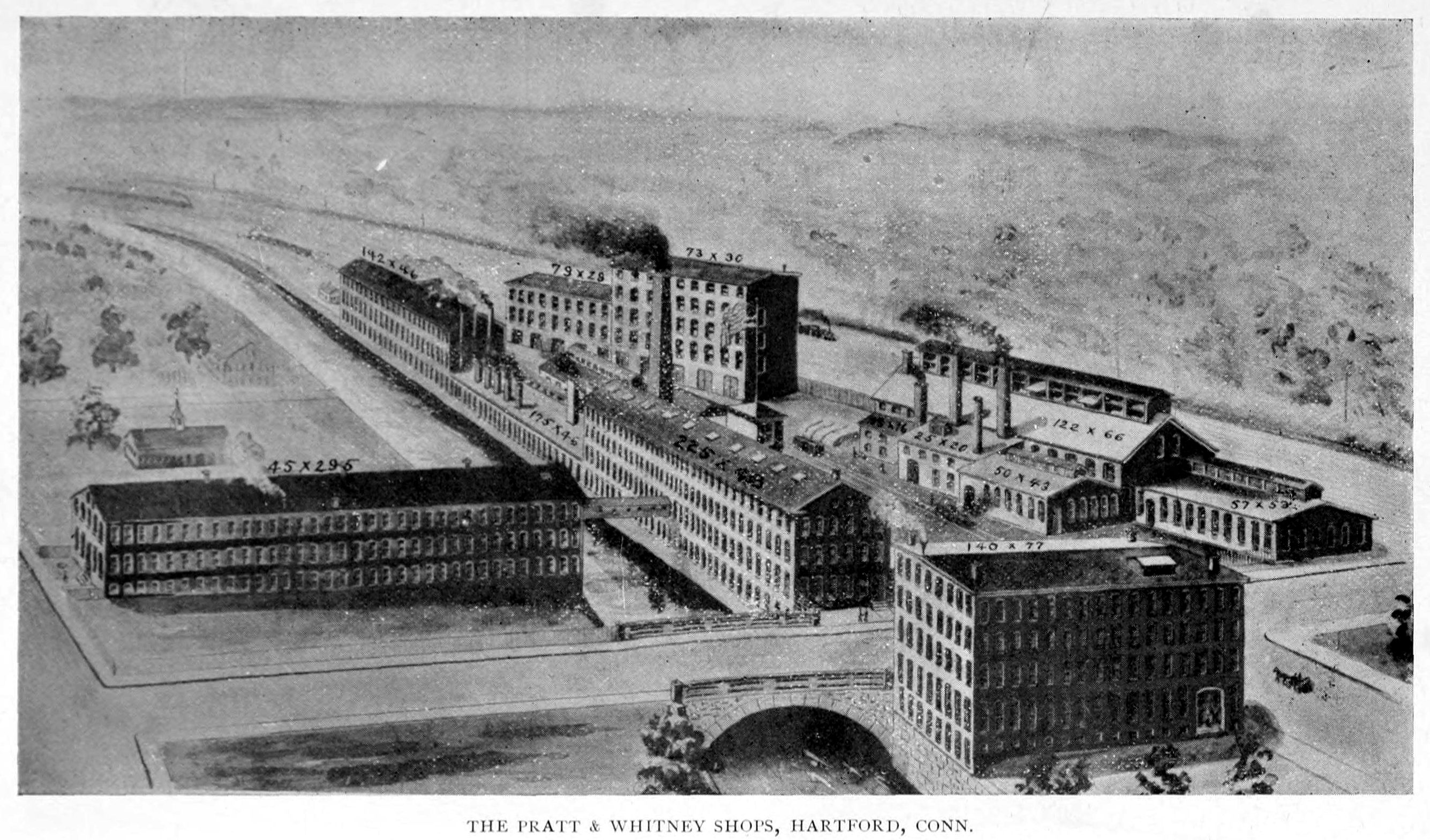
Usine du constructeur Pratt & Whitney en 1896.

### Six examples of successful shop management,1897
Par la suite, Arnold met en avant en 1897 six ateliers qui selon lui, ont une gestion de qualité. Selon Burton, ses articles « donnent six exemples de gestion d’atelier réussie, où l’influence d’un traitement équitable et juste, de l’isolement et de l’environnement, d’une supervision minutieuse et détaillée et de contrats définis, sur la prospérité des usines et le contentement des travailleurs est intelligemment tracée. Le succès est, cependant, dans la plupart des cas, celui d’œuvres isolées sous la domination de gestionnaires exceptionnellement habiles, qui impriment leur propre rectitude et leur personnalité sur l’établissement, plutôt que d’un système qui se recommande pour une adoption générale ».

Six examples of successful shop management, 1897 (3 exemples ici)
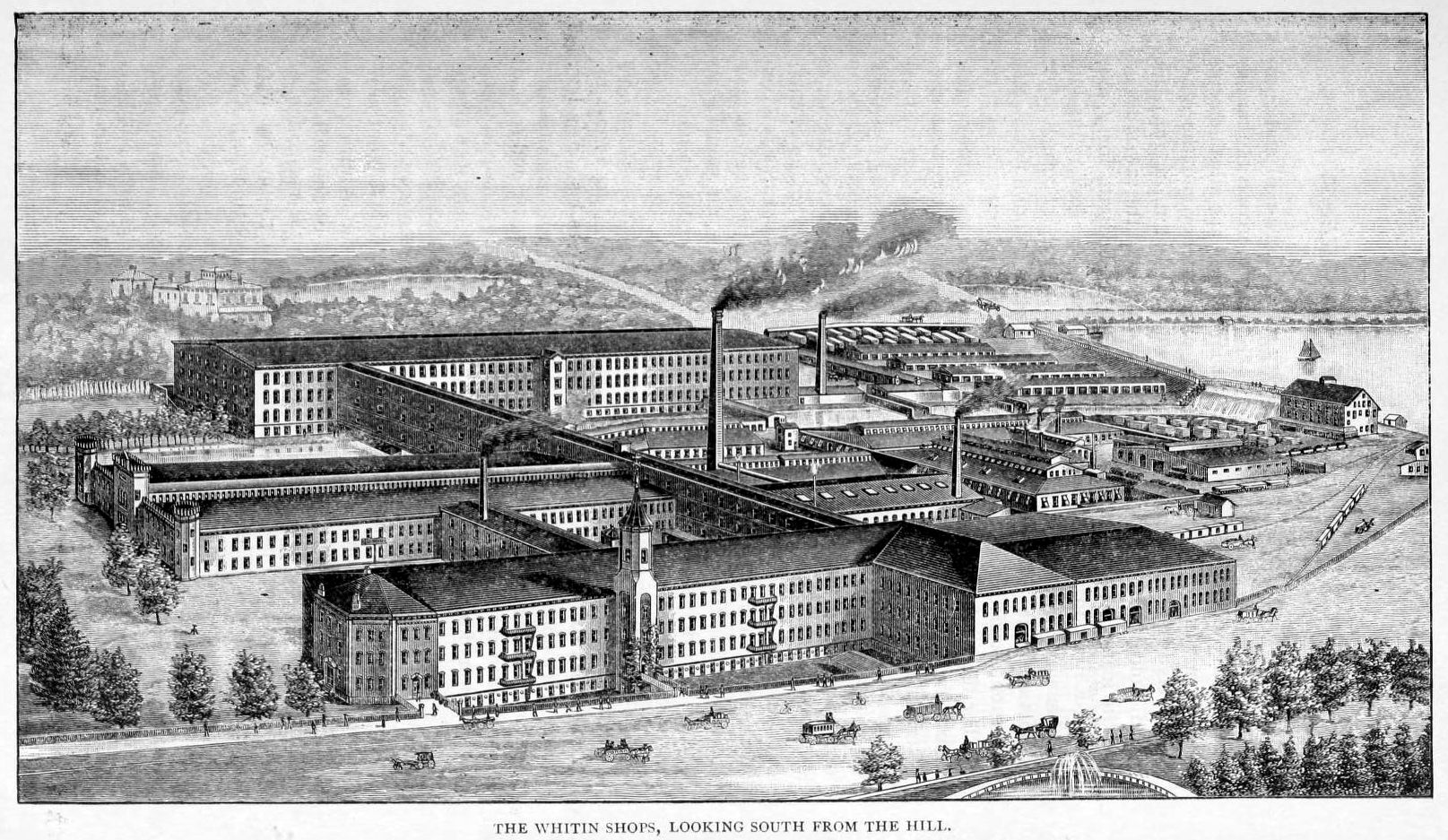
1er atelier décrit par Arnold de l'industrie Whitin Machine Works en 1897. Une entreprise en pleine réussite.
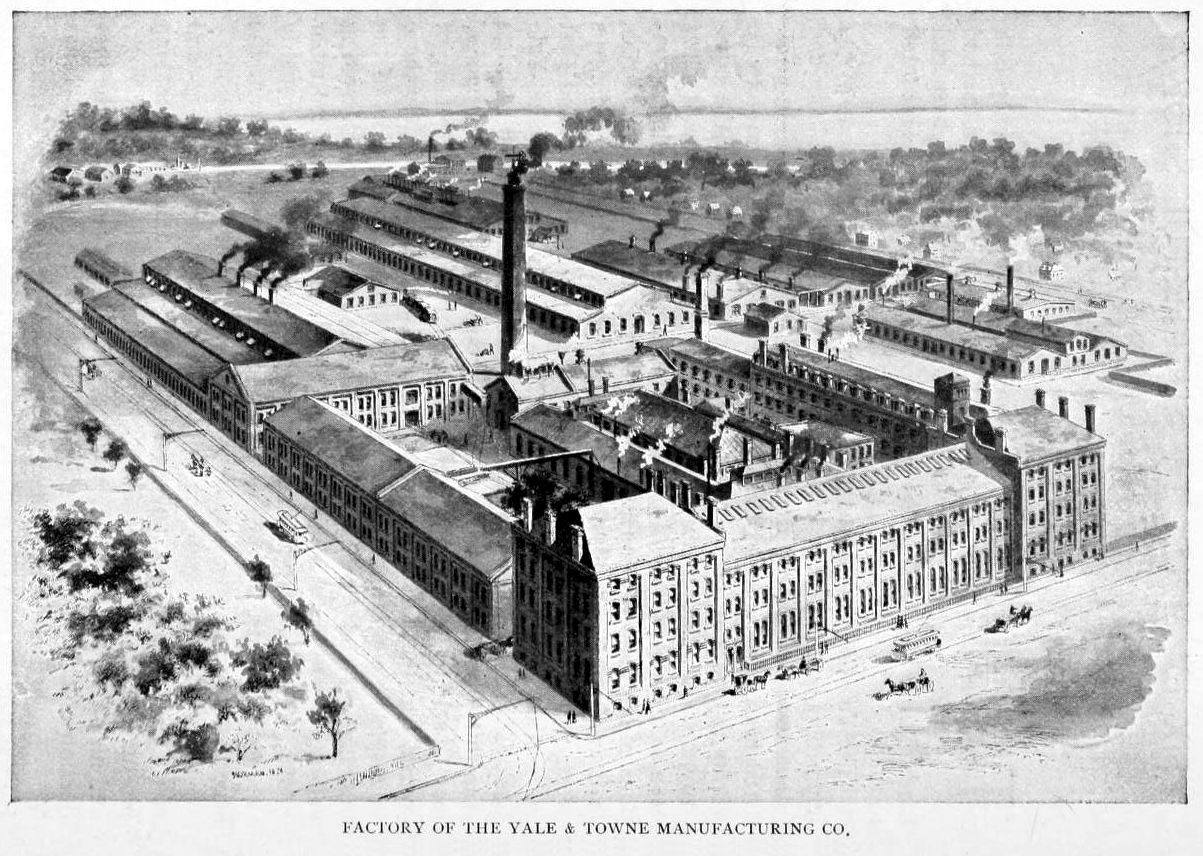
3e atelier décrit par Arnold de l'industrie Yale & Towne Manufacturing en 1897. Cette entreprise fait face à de nombreux problèmes, et son président Henry R. Towne met fin au système contractuel, introduisit des tarifs à la pièce, qu’il garantissait pendant un an, et établit des procédures systématiques pour traiter les griefs afin de régler les problèmes. Sur les nouveaux travaux, Town fixe des niveaux de rémunération minimum et maximum afin que les taux à la pièce, s’ils sont incorrects, ne punissent pas ou ne récompensent pas indûment les travailleurs[15],[16].
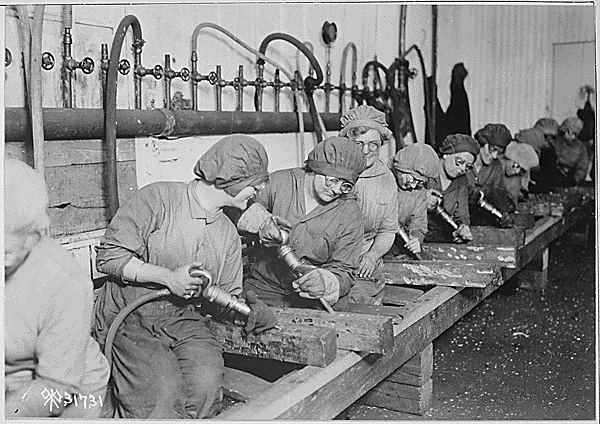
4e atelier décrit par Arnold de l'industrie Midvale Steel. Cette entreprise suit le mode tayloriste où il met en avant le principe de fonctionnement à la pièce chez Midvale Steel et la méthode analytique de fixation des tarifs qui a été développée par Frederick Winslow Taylor.

À ce sujet Arnold commente que « Non seulement l’homme rapide fait plus de travail, mais ce travail est fait à un coût fixe réduit, et le gestionnaire intelligent découvre qu’il doit augmenter considérablement le salaire de l’homme rapide ou diminuer le salaire de l’homme lent pour rendre chacun également rentable. Dans ces conditions, le prix à la pièce se suggère immédiatement comme remède. Le taux à la pièce stimule l’artisan lent, et récompense à juste titre le travailleur rapide, tend à augmenter la production de la surface et à réduire les ristournes fixes sur les bénéfices ».
Sur l'ensemble de cette série, Kaufman commente en 2008 que « l’un des traits distinctifs des six exemples de gestion d’atelier réussie mis en évidence par [Arnold] est qu’ils pratiquaient une forme d’autocratie relativement bienveillante et légère dans laquelle la règle d’or de l’utilisation équitable et du « faire aux autres ». Cette forme d'autocratie est souvent qualifiée de paternalisme industriel, où l'entreprise est comme une famille avec le père (la figure paternelle) en tant qu'employeur et les adolescents en tant qu'employés.

### Effective systems of finding and keeping shop costs, 1898
Vers 1897, Arnold publie une première série concernant la conservation des coûts dans les ateliers d'usinage et en 1898, il publie une deuxième série de six articles. 
Cette série a notamment contribué à un une discussion plus large sur ce sujet, entre des ingénieurs britanniques et américains. Les premières contributions sont effectuées par Metcalfe, Garcke, Towne, Halsey et d'autres et par la suite par Bunnell, Hamilton Church, Diemer, Gantt, Randolph, Smith, et Taylor.
Les sujets portent sur « les méthodes de calcul des coûts, l'estimation, la répartition des frais généraux, les économies d'échelle et d'autres sujets normalement associés à la comptabilité ». Wells déclare que ces pionniers dans le domaine de la comptabilité analytique ont pris conscience de la « nature arbitraire de la répartition des coûts... [procédant] aux comptables de 50 ans ou plus ». De son côté, Arnold considère ces coûts comme « probables », mais il considère que les renseignements provenant du système sont « tout à fait exacts ». Randolph et Diemer parlent eux de « coûts exacts » et d’informations « correctes » ou « exactes ». Wells ajoute notamment que les « ingénieurs » (comme les comptables qui suivent leurs idées) n’ont pas reconnu la différence entre un système qui répartit tous les frais généraux « avec précision » — Il n’y a pas de coûts résiduels non alloués — et le coût arbitraire de production qui résulte de l’utilisation d’une large base d’allocation comme les salaires.

### Ford Methods and the Ford Shops, 1915

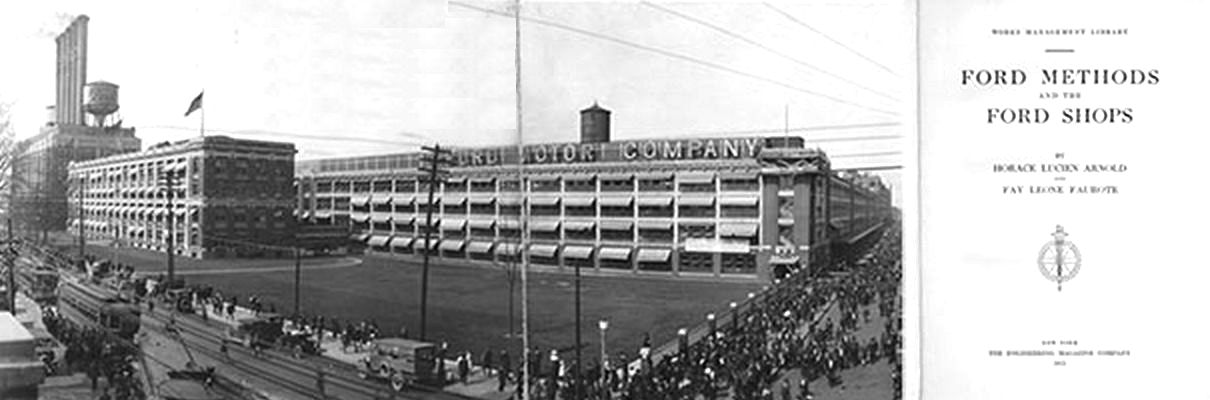
Ford Methods and the Ford Shops.

Sous le pseudonyme de Hugh Dolnar, Arnold écrit aussi pour le magazine Automobile Trade Journal, où il était respecté par ses compères.
Henry Ford est notamment intéressé par son travail  et au début des années 1910, il décide de l'inviter à étudier son usine pour qu'il rédige un sujet sur les nouvelles techniques de production au Highland Park Ford Plant, ce qu'il fait avec l'ouvrage Ford Methods and the Ford Shops, qu'il ne finit pas totalement en raison de sa mort en 1915.
L'ingénieur Fay Leone Faurote décide de finir son travail, et il est publié en 1915 dans le Engineering Magazine. Ce travail devient son plus connu. Ce livre permet notamment au grand public de connaître la chaîne de montage en mouvement,, sa lenteur de progression, et il suggère que ce système est applicable dans tous les usines de petite taille.

## Réception
Un sujet sorti à sa mort dans le Cycle and Automobile Trade Journal en 1915 décrit que :
« Les lecteurs qui sont avec nous depuis cinq ans ou plus connaissent « Hugh Dolnar » qui était le nom de plume adopté par Horace L. Arnold. Pendant des années, « Hugh Dolnar » a écrit des descriptions de voitures et des articles spéciaux sur l’ingénierie automobile pour l’Automobile Trade Journal. Son travail a été de loin le plus complet et le plus précieux publié pendant la période de formation de la grande industrie automobile, et avait un style et une vivacité qui n’ont jamais été égalés par aucun autre rédacteur technique sur la construction automobile ».

## Publications

### Ouvrages
- Arnold, Horace L. The Complete cost-keeper; some original systems of shop cost-keeping or factory accounting, together with an exposition of the advantages of account keeping by means of cards instead of books, and a description of various mechanical aids to factory accounting.  The Engineering Magazine Press. 1900/1903
- Arnold, Horace L. 1903. The Factory manager and accountant, some examples of the latest American factory practice; collected and arranged by Horace Lucian Arnold (Henry Roland). The Engineering Magazine company. 1903; 2nd ed. 1905; 3rd ed. 1910.
- Arnold, Horace L. Ford Methods and the Ford Shops. avec Fay Leone Faurote et la préface par Charles Buxton Going.  The Engineering Magazine company, 1915.

### Articles
- Arnold, Horace L. "Production Up to the Power Limit." Engineering Magazine 9 (1895): 916–24.
- Arnold, Horace L. "Modern Machine-Shop Economics." in Engineering Magazine 11. 1896
- Hugh Dolnar [Horace L. Arnold], "Bicycle Brazing," American Machinist, 19 Novembre 1896, 1077–81.
- Hugh Dolnar, "The New York Electric Hansom Cabs," American Machinist, XX (Juillet 8, 1897)
- Roland, Henry. "Six examples of successful shop management." Engineering Magazine 12. 1897
- Roland, Henry. "Cost-Keeping Methods in Machine-Shop and Foundry." Engineering Magazine 14, 1897–98
- Roland, Henry. "Effective systems of finding and keeping shop costs." Engineering Magazine 15–16, 1898.
- Roland, Henry. "The revolution in machine-shop practice," The Engineering Magazine 18 (1899)
- Henry Roland, "The Geometrical Generation of Irregular Surfaces in Machine Construction," Engineering Magazine 19 (1900): 83-97
- Arnold, H.L. "The expense account of the machine shop," The Engineering Magazine. 20 (1900). p. 365-72
- Hugh Dolnar, "The Ford 4-Cylinder Runabout," Cycle and Automobile Trade Journal 11 (Août 1, 1906): 108
- Hugh Dolnar, Automobile Trade Journal, article: The Lambert, 1906 Line of Automobiles, Chilton Company, v.10 Janvier 1906
- H.L. Arnold. "Ford Methods And The Ford Shops I" in: The Engineering Magazine, Avril 1914, pp. 1–26
- H.L. Arnold. "Ford Methods And The Ford Shops II" in: The Engineering Magazine, Mai 1914, pp. 1–26
- H.L. Arnold. "Ford Methods And The Ford Shops III" in: The Engineering Magazine, Juin 1914, pp. 331–358
- H.L. Arnold. "Ford Methods And The Ford Shops IV" in: The Engineering Magazine, Juillet 1914, pp. 507–532
- H.L. Arnold, "Ford Methods And The Ford Shops V" in Engineering Magazine, 47, Août 1914, p. 667-692.
- H.L. Arnold, "Ford Methods And The Ford Shops VI" in Engineering Magazine, 47, Août 1914, p. 667-692.
- H.L. Arnold, "Ford Methods And The Ford Shops VII" in Engineering Magazine, 47, Septembre 1914, p. 856-886.
- Hugh Dolnar, "The Ford Achievement," Automobile Trade Journal, v. 18 (Apr.-Juin 1914). p. 115-165

## Brevets
- 1861, Patent US 33229, pour une amélioration des machines d'habillage des peaux.
- 1887, Patent US 410629 pour une machine à écrire les caractères.
- 1891, Patent US 449595 pour une machine à relier les livres.
- 1896, Patent US 572350 pour une machine à écrire les caractères.
- 1899, US 637495 pour une fraiseuse à dents.
- 1900, Patent US 661479 pour un embrayage.
- 1901, Patent US 666840 pour un moteur actionné par un fluide.
- 1912, Patent US 1024817 pour un arbre de grue.